# Campionati italiani assoluti di ginnastica artistica 2017
I Campionati Assoluti di ginnastica artistica 2017 sono la 79ª edizione dei Campionati italiani assoluti di ginnastica artistica. Si svolgono a Perugia, al PalaEvangelisti, il 2 e il 3 settembre 2017. A livello femminile la gara è quasi interamente stata dominata dalle juniores, dove Elisa Iorio è diventata campionessa italiana assoluta (quarta juniores nella storia a riuscirci dopo Ilaria Colombo nel 2001, Vanessa Ferrari nel 2005 e Tea Ugrin nel 2013). Asia D'Amato riconferma il titolo al volteggio dell'anno precedente. Giorgia Villa in rientro dall'infortunio al tendine d'Achille patito al Trofeo Città di Jesolo, prende parte alla competizione solo alle parallele dove vince la medaglia d'oro. A livello maschile Ludovico Edalli dopo essere stato l'unico ginnasta italiano a partecipare ai Giochi olimpici vince il titolo alla sbarra, Lorenzo Galli diventa invece campione assoluto nel concorso generale.

## Programma
- Sabato 2: concorso generale
- Domenica 3: finale di specialità

## Ginnasti ammessi

### Ginnastica artistica femminile[3]
| Nº | Ginnasta                              | Società                | VT | P.Asim. | Tr. | C.L. |
| -- | ------------------------------------- | ---------------------- | -- | ------- | --- | ---- |
| 1  | Sofia Arosio                          | GAL Lissone            | ●  | ●       | ●   | ●    |
| 2  | Martina Basile                        | Olos Gym 2000          | ●  | ●       | ●   | ●    |
| 3  | Sara Berardinelli                     | Adesso Sport           | ●  | ●       | ●   | ●    |
| 4  | Sofia Busato                          | Brixia                 | ●  | ●       | ●   | ●    |
| 5  | Desiree Carofiglio                    | Ginnastica Fanfulla    | ●  | ●       | ●   | ●    |
| 6  | Caterina Teresa Anna Maria Cereghetti | Ginnastica Bollate     | ●  | ●       | ●   | ●    |
| 7  | Benedetta Ciammarughi                 | Olos Gym 2000          | ●  | ●       | ●   | ●    |
| 8  | Maria Vittoria Cocciolo               | World Sporting Academy | ●  | ●       | ●   | ●    |
| 9  | Clara Colombo                         | Juventus Nova          |    | ●       |     |      |
| 10 | Alice D'Amato                         | Brixia                 | ●  | ●       | ●   | ●    |
| 11 | Asia D'Amato                          | Brixia                 | ●  | ●       | ●   | ●    |
| 12 | Matilde De Tullio                     | Ginnastica Invictus    | ●  | ●       | ●   | ●    |
| 13 | Erika Fasana                          | Esercito               | ●  | ●       | ●   | ●    |
| 14 | Carlotta Ferlito                      | Esercito               | ●  | ●       | ●   | ●    |
| 15 | Vanessa Ferrari                       | Esercito               | ●  | ●       | ●   | ●    |
| 16 | Giada Grisetti                        | Ginnastica Bollate     | ●  | ●       | ●   | ●    |
| 17 | Elisa Iorio                           | Panaro Modena          | ●  | ●       | ●   | ●    |
| 18 | Francesca Noemi Linari                | Brixia                 | ●  | ●       | ●   | ●    |
| 19 | Martina Maggio                        | Robur et Virtus        | ●  | ●       | ●   | ●    |
| 20 | Enus Mariani                          | Pro Lissone            | ●  | ●       | ●   | ●    |
| 21 | Lavinia Marongiu                      | Ginnastica Romana      | ●  | ●       | ●   | ●    |
| 22 | Elisa Meneghini                       | Esercito               | ●  | ●       | ●   | ●    |
| 23 | Lara Mori                             | Esercito               | ●  | ●       | ●   | ●    |
| 24 | Sara Ricciardi                        | Corpo Libero Padova    | ●  | ●       | ●   | ●    |
| 25 | Martina Rizzelli                      | Esercito               | ●  | ●       | ●   | ●    |
| 26 | Sydney Saturnino                      | GAL Lissone            | ●  | ●       | ●   | ●    |
| 27 | Sofia Subrizi                         | Adesso Sport           | ●  | ●       | ●   | ●    |
| 28 | Arianna Rocca                         | Forza e Virtù 1892     | ●  |         | ●   | ●    |
| 29 | Tea Ugrin                             | Artistica ’81          | ●  | ●       | ●   | ●    |
| 30 | Giorgia Villa                         | Brixia                 | ●  | ●       | ●   | ●    |
| 31 | Caterina Vitale                       | Ionica Gym             | ●  |         |     | ●    |

Sofia Busato, Maria Vittoria Cocciolo, Matilde De Tullio, Vanessa Ferrari, Martina Maggio, Lavinia Marongiu, Sofia Subrizi e Tea Ugrin non prendono parte alla competizione. Erika Fasana compete solo alle parallele. Carlotta Ferlito compete solo a trave e corpo libero. Elisa Meneghini ed Enus Mariani non competono al corpo libero, mentre Sofia Arosio non compete alla trave. Giorgia Villa in rientro dall'infortunio, compete solo alla parallele.

### Ginnastica artistica maschile
| Nº | Ginnasta             | Società                  | C.L. | Cav. | An. | VT | P.Simm. | Sb. |
| -- | -------------------- | ------------------------ | ---- | ---- | --- | -- | ------- | --- |
| 1  | Mario Alquati        | Ginnastica Fanfulla      | ●    |      |     |    |         |     |
| 2  | Nicola Bartolini     | Ginnastica Salerno       | ●    | ●    |     | ●  |         |     |
| 3  | Simone Bresolin      | La Costanza 1884         | ●    | ●    | ●   | ●  | ●       | ●   |
| 4  | Alberto Busnari      | Aeronautica Militare     |      | ●    |     |    |         |     |
| 5  | Lorenzo Minh Casali  | Giovanile Ancona         | ●    | ●    | ●   | ●  | ●       | ●   |
| 6  | Filippo Castellaro   | Spes Mestre              | ●    | ●    | ●   | ●  | ●       | ●   |
| 7  | Andrea Cingolani     | Aeronautica Militare     | ●    | ●    | ●   | ●  | ●       | ●   |
| 8  | Antonello Compagnoni | Ginnastica Romana        |      |      | ●   |    |         |     |
| 9  | Lorenzo Crimi        | Pro Patria Bustese       |      |      |     | ●  |         |     |
| 10 | Lorenzo D'Anna       | Ginnastica Salerno       | ●    | ●    | ●   | ●  | ●       | ●   |
| 11 | Tommaso De Vecchis   | Ginnastica Salerno       | ●    | ●    | ●   | ●  | ●       | ●   |
| 12 | Gianmarco Di Cerbo   | Ginnastica Salerno       |      |      |     | ●  |         |     |
| 13 | Ludovico Edalli      | Aeronautica Militare     | ●    | ●    | ●   | ●  | ●       | ●   |
| 14 | Ares Federici        | Pro Patria Bustese       | ●    |      |     | ●  |         |     |
| 15 | Lorenzo Galli        | Ginnastica Eur           | ●    | ●    | ●   | ●  | ●       | ●   |
| 16 | Luca Lino Garza      | La Costanza 1884         | ●    | ●    | ●   | ●  | ●       | ●   |
| 17 | Riccardo La Scala    | Ginnastica Roma 70       | ●    | ●    | ●   | ●  | ●       | ●   |
| 18 | Matteo Levantesi     | Virtus Pasqualetti       |      | ●    |     |    |         |     |
| 19 | Marco Lodadio        | Aeronautica Militare     | ●    |      | ●   | ●  | ●       |     |
| 20 | Mario Macchiati      | Fermo 85                 | ●    | ●    | ●   | ●  | ●       | ●   |
| 21 | Carlo Macchini       | Fermo 85                 | ●    | ●    | ●   | ●  | ●       | ●   |
| 22 | Salvatore Maresca    | Ginnastica Salerno       |      |      | ●   |    |         |     |
| 23 | Eduardo Martano      | Ginnastica Campania 2000 |      |      | ●   |    |         |     |
| 24 | Roberto Marzocchi    | U.S.D. Forti e Liberi    | ●    | ●    | ●   | ●  | ●       | ●   |
| 25 | Nicolò Mozzato       | Spes Mestre              | ●    | ●    | ●   | ●  | ●       | ●   |
| 26 | Paolo Miguel Negro   | Edera Forlì              | ●    |      |     | ●  |         |     |
| 27 | Davide Odomaro       | Udinese A.P.D.           |      |      |     | ●  |         |     |
| 28 | Paolo Ottavi         | Aeronautica Militare     |      |      |     | ●  |         |     |
| 29 | Stefano Patron       | Spes Mestre              | ●    | ●    | ●   | ●  | ●       | ●   |
| 30 | Lorenzo Pisano       | Victoria Torino          | ●    | ●    | ●   | ●  | ●       | ●   |
| 31 | Davide Porta         | Forza e Virtù 1892       |      |      |     |    |         |     |
| 32 | Massimo Pozziello    | Ginnastica livornese     |      |      |     |    |         |     |
| 33 | Giovanni Rubello     | Archea Este              |      |      |     |    |         |     |
| 34 | Andrea Russo         | Gin Civitavecchia        | ●    | ●    | ●   | ●  | ●       | ●   |
| 35 | Carlo Salsedo        | Panaro Modena            |      |      |     | ●  |         |     |
| 36 | Marco Sarrugerio     | Juventus Nova            | ●    | ●    | ●   | ●  | ●       | ●   |
| 37 | Davide Sborchia      | Sampietrina Seveso       | ●    | ●    | ●   | ●  | ●       | ●   |
| 38 | Luigi Tagliavini     | Ginnastica Ferrara       | ●    | ●    | ●   | ●  | ●       | ●   |
| 39 | Emiliano Taito       | Gin Civitavecchia        | ●    |      |     | ●  |         |     |
| 40 | Fabrizio Valle       | Ginnastica Roma 70       | ●    | ●    | ●   | ●  | ●       | ●   |
| 41 | Umberto Zurlini      | Panaro Modena            | ●    | ●    | ●   | ●  | ●       | ●   |

## Podi
| Evento                 | Oro               | Punti          | Argento                         | Punti          | Bronzo           | Punti          |
| Podio maschile         | Podio maschile    | Podio maschile | Podio maschile                  | Podio maschile | Podio maschile   | Podio maschile |
| ---------------------- | ----------------- | -------------- | ------------------------------- | -------------- | ---------------- | -------------- |
| Concorso individuale   | Lorenzo Galli     | 78,850         | Marco Sarrugerio                | 78,600         | Matteo Levantesi | 78,350         |
| Corpo libero           | Nicola Bartolini  | 14,100         | Nicolò Mozzato                  | 13,600         | Lorenzo Pisano   | 13,400         |
| Cavallo con maniglie   | Stefano Patron    | 13,150         | Davide Odomaro                  | 12,800         | Alberto Busnari  | 12,350         |
| Anelli                 | Marco Lodadio     | 15,000         | Salvatore Maresca               | 14,050         | Paolo Ottavi     | 13,750         |
| Volteggio              | Marco Sarrugerio  | 13,450         | Umberto Zurlini Davide Sborchia | 13,425         |                  |                |
| Parallele simmetriche  | Matteo Levantesi  | 14,200         | Marco Sarrugerio                | 13,850         | Carlo Macchini   | 13,250         |
| Sbarra                 | Ludovico Edalli   | 13,600         | Paolo Miguel Negro              | 12,850         | Lay Giannini     | 12,650         |
| Podio femminile        |                   |                |                                 |                |                  |                |
| Concorso individuale   | Elisa Iorio       | 54,400         | Asia D'Amato                    | 54,350         | Alice D'Amato    | 53,900         |
| Corpo libero           | Lara Mori         | 13,200         | Asia D'Amato Martina Basile     | 13,100         |                  |                |
| Trave                  | Sara Berardinelli | 13,300         | Martina Basile                  | 13,250         | Alice D'Amato    | 12,600         |
| Parallele asimmetriche | Giorgia Villa     | 14,000         | Elisa Iorio                     | 13,900         | Asia D'Amato     | 13,850         |
| Volteggio              | Asia D'Amato      | 14,325         | Desiree Carofiglio              | 13,650         | Arianna Rocca    | 13,625         |

## Risultati in dettaglio

### Concorso individuale femminile
| Pos.    | Ginnasta               | Attrezzo  | Attrezzo  | Attrezzo | Attrezzo     | Totale |
| Pos.    | Ginnasta               | Volteggio | Parallele | Trave    | Corpo libero | Totale |
| ------- | ---------------------- | --------- | --------- | -------- | ------------ | ------ |
| Oro     | Elisa Iorio            | 14,100    | 14,000    | 13,200   | 13,100       | 54,400 |
| Argento | Asia D'Amato           | 14,700    | 13,800    | 12,600   | 13,250       | 54,350 |
| Bronzo  | Alice D'Amato          | 14,350    | 13,300    | 13,200   | 13,100       | 53,900 |
| 4       | Martina Basile         | 13,750    | 12,500    | 13,900   | 13,000       | 53,150 |
| 5       | Sara Berardinelli      | 13,600    | 12,850    | 13,350   | 12,850       | 52,650 |
| 6       | Desiree Carofiglio     | 14,000    | 12,700    | 12,250   | 13,450       | 52,400 |
| 7       | Sara Ricciardi         | 13,800    | 13,000    | 12,600   | 12,700       | 52,350 |
| 8       | Sydney Saturnino       | 13,200    | 12,750    | 12,850   | 12,600       | 52,300 |
| 9       | Lara Mori              | 13,400    | 13,150    | 13,750   | 13,500       | 52,250 |
| 10      | Francesca Noemi Linari | 13,550    | 12,350    | 12,350   | 13,050       | 51,300 |
| 11      | Giada Grisetti         | 13,200    | 13,050    | 12,800   | 11,650       | 50,700 |
| 12      | Benedetta Ciammarughi  | 12,950    | 12,100    | 12,850   | 11,700       | 49,600 |
| 13      | Caterina Cereghetti    | 13,000    | 12,750    | 12,550   | 10,550       | 48,850 |

### Volteggio femminile[4]
| Pos.    | Ginnasta           | D. Score | E. Score | Penalità | 1° Parziale | D. Score | E. Score | Penalità | 2° Parziale | Totale |
| ------- | ------------------ | -------- | -------- | -------- | ----------- | -------- | -------- | -------- | ----------- | ------ |
| Oro     | Asia D'Amato       | 5,400    | 9,150    | —        | 14,550      | 5,200    | 8,900    | -        | 14,100      | 14,325 |
| Argento | Desiree Carofiglio | 5,000    | 8,900    | —        | 13,900      | 4,800    | 8,600    | —        | 13,400      | 13,650 |
| Bronzo  | Arianna Rocca      | 4,800    | 9,000    | —        | 13,800      | 4,600    | 8,950    | -0,1     | 13,550      | 13,625 |
| 4       | Caterina Vitale    | 0,000    | 0,000    | -        | 0,000       | 4,000    | 8,650    | —        | 12,650      | 6,325  |
| Pos.    | Ginnasta           | 1° Salto | 1° Salto | 1° Salto | 1° Salto    | 2° Salto | 2° Salto | 2° Salto | 2° Salto    | Totale |

### Parallele asimmetriche[4]
| Pos.    | Ginnasta       | D Score | E Score | Pen. | Totale |
| ------- | -------------- | ------- | ------- | ---- | ------ |
| Oro     | Giorgia Villa  | 5.300   | 8,700   | —    | 14,000 |
| Argento | Elisa Iorio    | 5.900   | 8.000   | —    | 13,900 |
| Bronzo  | Asia D'Amato   | 5.500   | 8.350   | —    | 13,850 |
| 4       | Erika Fasana   | 5,300   | 8.000   | —    | 13,300 |
| 4       | Giada Grisetti | 5,600   | 8,300   | —    | 13,300 |
| 6       | Lara Mori      | 5,200   | 7,950   | —    | 13,150 |
| 7       | Alice D'Amato  | 5,400   | 7,550   | —    | 12,950 |
| 8       | Sara Ricciardi | 4,900   | 7,950   | —    | 12,850 |

### Trave[4]
| Pos.    | Ginnasta              | D Score | E Score | Pen. | Totale |
| ------- | --------------------- | ------- | ------- | ---- | ------ |
| Oro     | Sara Berardinelli     | 5,300   | 8,000   | —    | 13,300 |
| Argento | Martina Basile        | 5,400   | 7,850   | —    | 13,250 |
| Bronzo  | Alice D'Amato         | 5,100   | 7,500   | —    | 12,600 |
| 4       | Sara Ricciardi        | 4,300   | 8,050   | —    | 12,350 |
| 5       | Benedetta Ciammarughi | 4,800   | 7,100   | —    | 11,900 |
| 6       | Elisa Iorio           | 4,900   | 6,600   | —    | 11,500 |
| 7       | Sydney Saturnino      | 5,100   | 5,900   | —    | 11,000 |
| 8       | Enus Mariani          | 4,400   | 6,300   | —    | 10,700 |

### Corpo libero femminile[4]
| Pos.    | Ginnasta               | D Score | E Score | Pen. | Totale |
| ------- | ---------------------- | ------- | ------- | ---- | ------ |
| Oro     | Lara Mori              | 5,100   | 8,100   | —    | 13,200 |
| Argento | Asia D'Amato           | 5,000   | 8,200   | -0,1 | 13,100 |
| Argento | Martina Basile         | 5,200   | 7,900   | —    | 13,100 |
| 4       | Francesca Noemi Linari | 5,100   | 7,900   | —    | 13,000 |
| 4       | Desiree Carofiglio     | 5,300   | 7,800   | -0.1 | 13,000 |
| 6       | Elisa Iorio            | 5,000   | 7,950   | —    | 12,950 |
| 7       | Carlotta Ferlito       | 5,100   | 7,900   | -0,1 | 12,900 |
| 8       | Alice D'Amato          | 4,700   | 8,150   | —    | 12,850 |